# Habranthus jujuyensis
Habranthus jujuyensis là một loài thực vật có hoa trong họ Amaryllidaceae. Loài này được (E.Holmb.) Traub mô tả khoa học đầu tiên năm 1951.